# Solid State Survivor
Solid State Survivor es el segundo álbum de estudio del grupo japonés de Música electrónica Yellow Magic Orchestra, lanzado en 1979. Tiempo después, Solid State Survivor fue publicado en 1982 para el Reino Unido en LP y casete, al igual que en 1992 para Estados Unidos en CD, pero muchas de las canciones fueron anteriormente publicadas en la edición de este país del EP ×∞Multiplies (1980), incluyendo  "Behind the Mask", "Rydeen", "Day Tripper", y "Technopolis". Solid State Survivor es uno de los pocos álbumes de YMO en donde los títulos de las pistas no tienen un equivalente japonés.
El álbum es considerado un pionero del synthpop, al igual que su álbum predecesor titulado Yellow Magic Orchestra (1978), y también contribuyó a la creación de la música techno. Solid State Survivor ganó el premio de "Mejor Álbum" en la edición número 22 de los Japan Record Award, y ha vendido, mundialmente hablando, 2 millones de copias.

## Desarrollo
El álbum es conocido por la canción "Behind the Mask", introuducida por YMO en 1978 para el comercial de un reloj de pulsera hecho de cuarzo de la reconocida marca de relojes Seiko. Hizo el uso de sintetizadores y la técnica de grabación digital llamada reverbación encerrada para las tarolas. La canción ha tenido numerosas versiones hechos por otros artistas, la más reconocida es la de Michael Jackson. Junto con Quincy Jones, Jackson produjo su propia versión orientado en la  música dancey en el funk y agregándole nuevos versos, originalmente había sido propuesta para ser integrada en el álbum más vendido de la historia Thriller de 1982. A pesar de que este cover haber sido aprobado por sus compositores Ryuichi Sakamoto y Chris Mosdell para su publicación, fue removida tiempo después de la lista final de canciones de dicho álbum, debido a que temían que los mánager de YMO pudieran generar problemas legales. Sin embargo, varios artistas hicieron covers de la versión de Jackson; entre ellos están Greg Phillinganes, Eric Clapton (con la participación de Phillinganes), Orbital, y The Human League, y otros más, después la propia versión de Michael Jackson fue publicada como obra póstuma en el álbum Michael de 2010.
La canción "Technopolis" es considerada como una "interesante contribución" para el desarrollo de la música techno, específicamente en el género Detroit techno, así también por usar la palabra "techno" en el título, es un tributo a Tokio así como a su desarrollo en la electrónica, y presagiaron conceptos que Juan Atkins y Rick Davis tendrían más tarde con Cybotron.
La canción que le da el título al álbum "Solid State Survivor" es una canción influenciada en los géneros new wave y synth rock. La popular serie de anime Dragon Ball Z hizo una pequeña parodia haciendo su propia versión con el título de  "Solid State Scouter" y fue utilizada en el especial de 1990 llamado Dragon Ball Z: Bardock – The Father of Goku.
Este es el álbum más exitoso de YMO en Japón, su tierra natal. Fue el álbum más vendido de 1980 según la lista "Oricon LP Chart". Ese mismo año fue ganador del premio Mejor Álbum (ベスト・アルバム賞 Besuto Arubamu Shō?) en la 22° edición de los Japan Record Awards. El álbum ha vendido 2 millones de copias en el mundo.

## Lista de canciones
| Side one |                      |        |                    |          |  |
| N.º      | Título               | Letras | Música             | Duración |  |
| 1.       | «Technopolis»        |        | Ryuichi Sakamoto   | 4:14     |  |
| 2.       | «Absolute Ego Dance» |        | Haruomi Hosono     | 4:37     |  |
| 3.       | «Rydeen»             |        | Yukihiro Takahashi | 4:26     |  |
| 4.       | «Castalia»           |        | Ryuichi Sakamoto   | 3:31     |  |

| Side two |                        |                  |                    |          |  |
| N.º      | Título                 | Letras           | Música             | Duración |  |
| 1.       | «Behind the Mask»      | Chris Mosdell    | Ryuichi Sakamoto   | 3:36     |  |
| 2.       | «Day Tripper»          | Lennon-McCartney | Lennon-McCartney   | 2:40     |  |
| 3.       | «Insomnia»             | Chris Mosdell    | Haruomi Hosono     | 4:57     |  |
| 4.       | «Solid State Survivor» | Chris Mosdell    | Yukihiro Takahashi | 3:58     |  |

## Producción
- Yellow Magic Orchestra – arreglos, instrumentación electrónica, remezclas, concepto visual.
- Haruomi Hosono – bajo eléctrico, sintetizadores, vocoder, producción
- Ryuichi Sakamoto – sintetizadores, vocoder
- Yukihiro Takahashi – voz, batería, percusión electrónica, diseño de vestuario.

Músicos invitados
- Hideki Matsutake – Microcompositor, programación
- Chris Mosdell – letras
- Sandii – voz en "Absolute Ego Dance"
- Makoto Ayukawa – Guitarra eléctrica en "Day Tripper" y "Solid State Survivor"

Staff
- Kunihiko Murai y Shōrō Kawazoe – productores ejecutivos
- Norio Yoshizawa – ingeniero de audio, remezclas
- Mitsuo Koike – ingeniero de grabación
- Masako Hikasa y Akira Ikuta – coordinadores de grabación
- Lou Beach – Creador del logotipo del grupo
- Masayoshi Sukita – fotógrafo
- Heikichi Harata – director artístico
- Bricks – vestuario
- Takehime, Fumiko Iura y Mayo Tsutsumi – estilistas
- Mikio Honda (Clip) – peluquero